# Martin Seidemann
Martin Seidemann (* 28. Januar 1950 in Berlin) ist ein deutscher Maler und Grafiker sowie Honorarprofessor an der Kunsthochschule Berlin-Weißensee.

## Biografie
Martin Seidemann studierte zunächst zwischen 1967 und 1969 im Abendstudium Grafik an der Kunsthochschule Berlin in Weißensee (heute weißensee kunsthochschule berlin). Von 1972 bis 1977 studierte er Malerei an der Kunsthochschule. Zwischen 1977 und 1981 hatte er ein Absolventenstipendium des Magistrats von Berlin. Von 1983 bis 1986 war er Meisterschüler an der Akademie der Künste der DDR.
Der Maler und Grafiker arbeitet seit dem Jahr 2000 im Lehrauftrag für die Kunsttherapie Berlin, Kolleg für Weiterbildung und Forschung an der weißensee kunsthochschule berlin. Bereits seit 1990 hat er verschiedene Lehraufträge an der weißensee kunsthochschule berlin, seit April 2011 ist er zudem Honorarprofessor im Masterstudiengang Kunsttherapie. Zudem hatte er zwischen 2003 und 2006 eine Gastprofessur im Fachgebiet Künstlerische Grundlagen.
Als Lehrbeauftragter unterrichtete er auch an der Hochschule für Technik und Wirtschaft (HTW) Berlin im Fachbereich Gestaltung sowie an verschiedenen freien Akademien, u. a. an der Kunstakademie Bad Reichenhall und der Sommerakademie Marburg, an der er seit 2014 Künstlerischer Leiter im Bereich Bildende Kunst ist. Seit 1988 sind die Werke von Martin Seidemann regelmäßig in internationalen und nationalen Ausstellungen zu sehen.

## Ausstellungen (Auswahl)
- 1999: Berlin, Galerie am Prater, Malerei und Arbeiten auf Papier, 250. Ausstellung der Galerie
- 2000: Marburg, Universitätsmuseum für Kunst und Kulturgeschichte, Malerei und Arbeiten auf Papier
- 2007: Marburg, Lorraine Ogilvie Gallery, Prozess, mit Qi Yang
- 2009: Berlin, degewo-Remise, Zeichen und Strukturen, (mit Sabine Seidemann)
- 2010: Berlin, Galerie Pohl, Malerei und Arbeiten auf Papier
- 2017: Berlin, Galerie Parterre, Niemann, Seidemann, Zoller, Drei Maler in Berlin[1]

Ausstellungsbeteiligungen
- 1994: Stenico, (Italien), Castello di Stenico, Segui e Figure d`Arte Contemporanea Europa II
- 1995: Kadıköy, (Türkei), Caddebostan Kültür Merkezi, Kadiköy, Die andere Wahrheit, der andere Blick
- 2009: Berlin, Ephraim-Palais, FallMauerFall, Stiftung Stadtmuseum Berlin
- 2016: Berlin, Galerie Parterre, Papiers colle's und zwei, drei Ausnahmen